# Tihuatlán
Tihuatlan är en ort i Mexiko.   Den ligger i kommunen Tihuatlán och delstaten Veracruz, i den sydöstra delen av landet, 220 km nordost om huvudstaden Mexico City. Tihuatlan ligger 98 meter över havet och antalet invånare är 12 047.
Terrängen runt Tihuatlan är platt. Runt Tihuatlan är det ganska tätbefolkat, med 179 invånare per kvadratkilometer. Tihuatlan är det största samhället i trakten. Trakten runt Tihuatlan består till största delen av jordbruksmark.